# Dean Winstanley
Dean Winstanley (* 10. Februar 1981 in Swinton, Rotherham) ist ein englischer Dartspieler.

## Karriere
Sein erster Erfolg war 2010 der Gewinn der Bulls German Open in Bochum. Nach einigen weiteren Turniererfolgen erreichte er im Januar 2011 das Finale der Weltmeisterschaft der BDO, wo er gegen Martin Adams trotz zeitweiliger Führung (4:3 und 5:4) mit 7:5 verlor. Nach seinem Wechsel zur PDC 2012 warf er bei seinem WM-Debüt 2013 einen Neun-Darter.
Sein Spitzname ist „Over the Top“.

## Weltmeisterschaftsresultate

### BDO
- 2011: Finale (5:7-Niederlage gegen  Martin Adams)
- 2012: Achtelfinale (3:4-Niederlage gegen  Alan Norris)

### PDC
- 2013: 2. Runde (2:4-Niederlage gegen  Vincent van der Voort)
- 2014: 1. Runde (1:3-Niederlage gegen  Richie Burnett)
- 2015: Achtelfinale (2:4-Niederlage gegen  Vincent van der Voort)
- 2016: 1. Runde (2:3-Niederlage gegen  Ronny Huybrechts)